# Gomme à effacer
Pour les articles homonymes, voir Gomme.

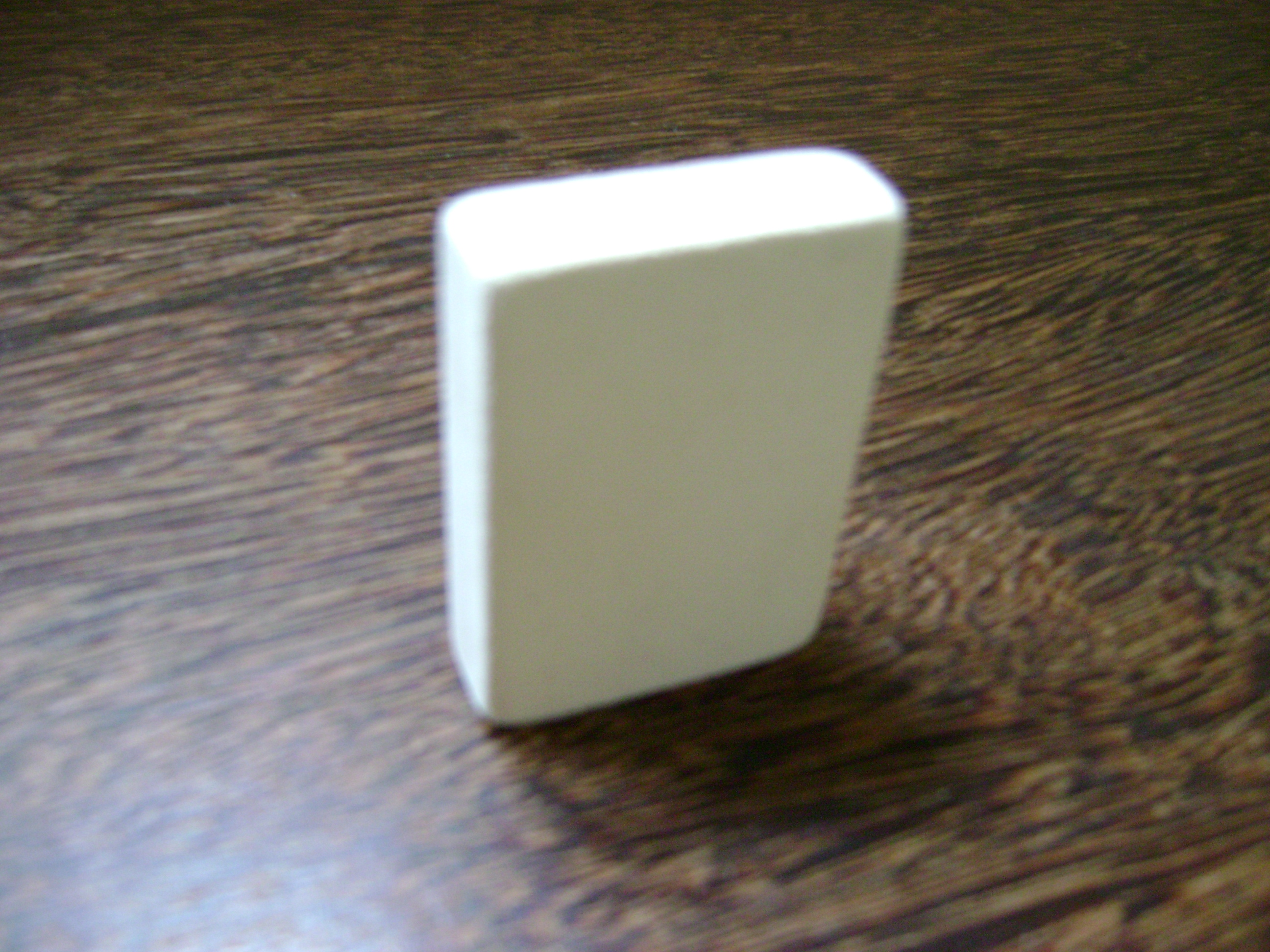
Gomme

Une gomme, gomme à effacer, ou efface au Canada, est, dans le domaine du dessin et de l'écriture, un objet mou, en caoutchouc ou en matière plastique, qui sert à effacer les traits faits par le crayon, le fusain ou dans certains cas l’encre.

## Histoire
Jusqu’au XVIIe siècle, on efface en grattant le support avec une lame ou avec de la mie de pain. Vers 1400, Cennino Cennini recommande aux peintres d’effacer les traits de mine de plomb ou de fusain avec de la mie de pain. On utilisait aussi de la cire molle pour enlever les marques de fusain, et on usait les documents à la pierre ponce pour enlever l'encre[réf. souhaitée].
Au XVIIIe siècle, les savants européens s'intéressent aux applications du latex, matière souple et élastique produite à partir de la sève de l'hévéa, que les Indiens d'Amérique utilisaient pour fabriquer des balles, des armes, des vêtements de pluie. Charles Marie de la Condamine en avait rapporté en France de son voyage en Amérique du Sud en 1736. Dans une communication à l’Académie royale des sciences de 1751, il encourage ses auditeurs à en « étudier les propriétés et rechercher le parti que l’on pourrait en tirer », en plus de l'imperméabilisation des tissus et de la fabrication de tuyaux.
Un certain Magellan ou Magalhães aurait eu le premier, au milieu du XVIIIe siècle, l'idée d'utiliser le caoutchouc pour effacer les traits de crayon. On appelle « gomme » les matières amorphes qui s'écoulent d'un arbre. Les artistes connaissaient déjà la gomme-gutte et la gomme arabique ; ils eurent la « gomme à effacer » (Béguin 1990, p. 316).
En 1770, Edward Nairne propose, à Londres, du latex au prix très élevé de trois shillings le petit cube d’un demi-pouce. Un scientifique et chimiste britannique, Joseph Priestley leur trouve une utilité : « J’ai vu une substance parfaitement adaptée à l’effacement des marques de crayon de graphite sur le papier ». Cette application pour retirer les marques de crayon en frottant le papier donnera son nom anglais au caoutchouc, « rubber », du verbe to rub, frotter.
Le latex avait alors beaucoup d'autres applications, mais c'est une matière végétale naturelle qui brunit et durcit à l’air puis se dégrade et pourrit. La vulcanisation, que Charles Goodyear met au point en 1839, le transforme en caoutchouc imputrescible, résistant au froid et à la chaleur, non collant, ce qui lui donne de nouveaux usages.

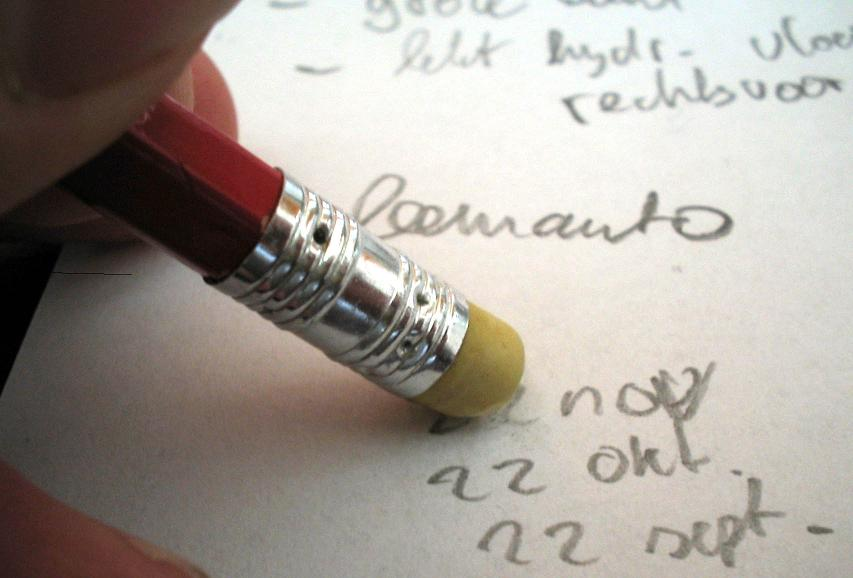
Le premier brevet de gomme sertie dans une virolle à l’extrémité d’un crayon est déposé en 1858 par Hymen Lipman aux États-Unis.

Pour un effaçage précis, comme celui d'un caractère seulement dans une ligne d'écriture, il faut une gomme fine, qu'on puisse saisir fermement. Dans les dernières années du XIXe siècle, on invente à cet effet la gomme insérée dans du bois qu'on peut tailler, comme un crayon. Souvent, l'autre extrémité porte une petite brosse pour balayer les morceaux de gomme et de papier. Le disque en gomme répondait au même problème.
Vers 1950, le caoutchouc synthétique remplace celui extrait du latex. La matière plastique remplace progressivement au milieu du XXe siècle le caoutchouc pour les effaceurs, qu'on continue, en France, à appeler gomme.
La gomme électrique se diffuse plus récemment. Dans ces porte-gomme la gomme tourne sur elle-même ou vibre sous l'action d'un moteur, ce qui permet d'effacer rapidement et de façon plus précise un détail. Reliés à une prise de courant dans les années 1960, les appareils sont aujourd'hui à piles.
Des fabricants proposent aussi des instruments permettant d'avancer une longue gomme de section circulaire ou rectangulaire de 2 à 6 mm, dans un canon-guide sur le modèle du portemine. Ils permettent de tenir commodément une petite portion de gomme assez molle.

## Principe de fonctionnement

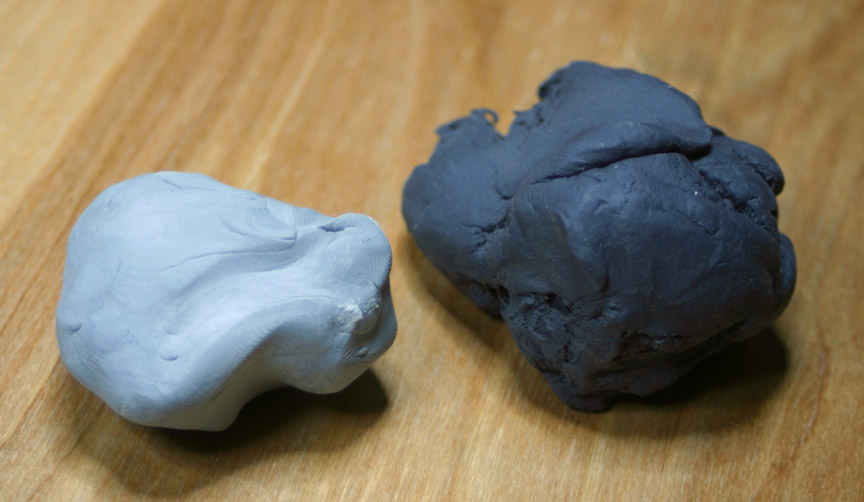
Gommes mie de pain, neuve ou déjà utilisée

Lorsque l’on écrit avec un crayon, la surface du papier enlève de fines particules de graphite de quelques microns de la mine. Ces particules se logent dans les interstices du maillage de fibres qui forme le papier, visible sous un fort grossissement.
En passant une matière molle sur la surface à effacer ou en la tamponnant, les particules de graphite y adhèrent. On peut la malaxer pour ramener en surface des parties moins noircies. C'est ainsi qu'efface la mie de pain, aujourd'hui gomme mie de pain fabriquée en caoutchouc. Elle a l'avantage de pouvoir se modeler pour des effaçages fins et nettoyer les interstices et les rainures d'un objet à restaurer (Béguin 1990, p. 317). Elle est surtout efficace pour le crayon dur, la mine de plomb, la craie, la sanguine ou le fusain déposées à la surface du support. Elle est peu adaptée aux crayons gras ou à la pierre noire, dont les particules adhèrent mieux aux fibres du papier(VTT). Elle a l'inconvénient de graisser légèrement le papier, ce qui gêne par la suite l'application d'un procédé à l'eau comme le lavis, la gouache, l'aquarelle (Béguin 1995).
Les gommes plus dures tirent les fibres du papier pour déloger les particules de graphite. Du fait de la plus forte pression, les particules de graphite adhèrent aussi. On peut en débarrasser la gomme en la lavant. La gomme humide efface d'ailleurs mieux, mais c'est en abîmant les fibres de papier les moins prises dans la masse.
Pour améliorer l'effaçage, la gomme peut aussi contenir un abrasif, généralement de la pierre ponce incorporée au caoutchouc. Elle arrache alors une partie superficielle des fibres du papier. Le graphite qui n’avait pas été enlevé en écartant les mailles, se trouve alors retiré et mélangé aux débris de papier et de gomme qui forment les pelures que l’on observe quand on gomme une feuille. Ces gommes abrasives parviennent à effacer l'encre, pour peu que le papier ne soit pas trop absorbant.
Les gommes en matière plastique donnent de moins bons résultats que celles en caoutchouc, et aucun sur l'encre, mais se salissent moins, parce qu'elles s'émiettent.
Ce processus très simple (d'effacement) modifie sur quelques microns la structure du papier et lors d'un repentir, le graphite ne se déposera plus sur cette surface remaniée de la même façon que sur une surface qui aurait conservé les mêmes qualités d'accroche que celles de la surface d'origine.
La gomme dépose un peu de sa substance dans les fibres du papier, avec une  incidence sur la conservation du document. Elle est faible en général et ce, d'autant plus que le gommage est suivi d'un nettoyage soigneux des résidus (BnF).

## Fabrication

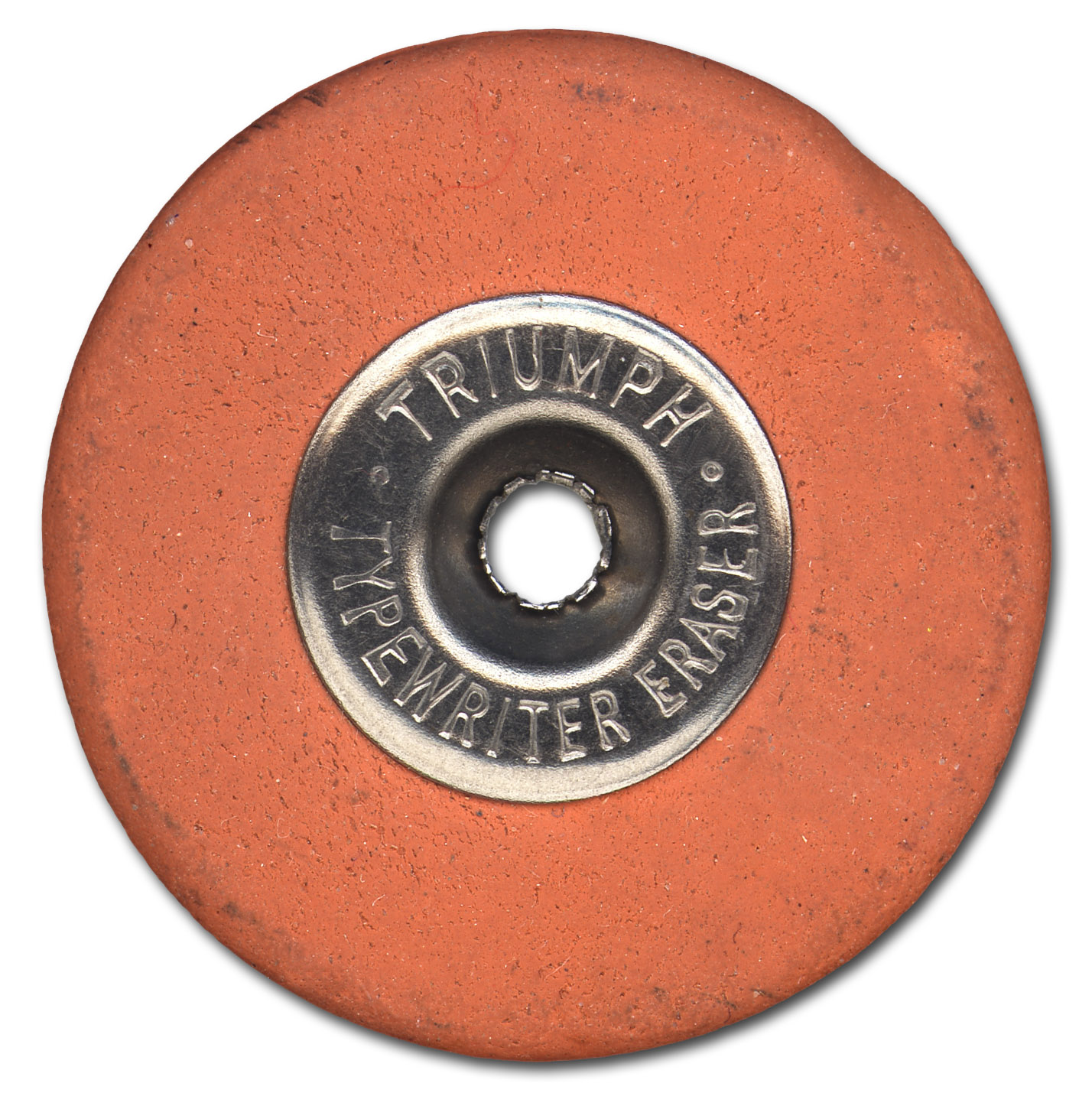
Gomme abrasive pour effacer l'encre de machine à écrire.

La composition des gommes varie, même parmi celles du même type (BnF).
Les gommes à effacer sont en général composées de trois substances[réf. nécessaire] :  caoutchouc sulfuré, huile végétale et de charges qui permettent de régler l'état de surface et le pouvoir abrasif et de colorer la matière.
La gomme mie de pain est fabriquée avec du latex laissé mou et légèrement gluant. Elle n'est pas abrasive, mais incorpore dans sa masse les particules.
Leur forme classique est parallélépipédique à arêtes plus ou moins arrondies, jusqu'à ressembler à un galet, et leur couleur blanc cassé.
Aujourd’hui beaucoup de gommes douces, sans abrasif, sont en polychlorure de vinyle ou en d’autres matières plastiques blanches.
Le caoutchouc des gommes à effacer l’encre est plus dur et est chargé de pierre ponce. L'encre imprégnant le papier, elle ne peut se décoller, et il faut réduire la couche superficielle du papier en poussière. Pour obtenir, avec la même force d'appui, une plus grande pression sur le papier, la surface de contact est réduite. Pour effacer l'encre grasse que déposait le ruban des anciennes machines à écrire, les fabricants proposaient des gommes en forme de disque, de l'épaisseur d'un caractère. Elles pouvaient se monter, par leur axe, sur un manche, ou se tenir simplement à la main.

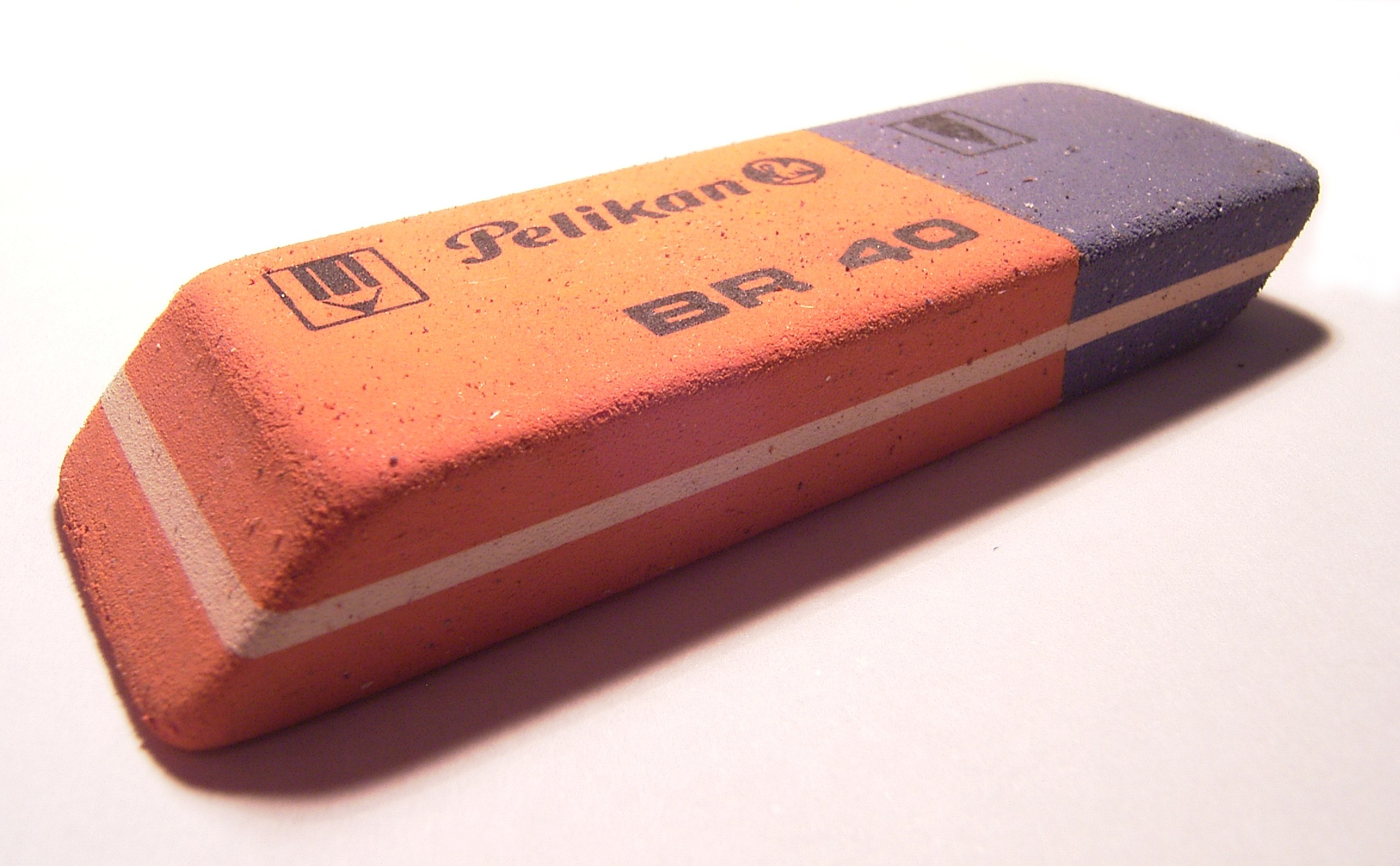
Gomme tricolore : le côté bleu, plus abrasif, sert pour l'encre.

Il existe des gommes à deux couleurs, bleue et rose. La partie bleue, abrasive, sert à effacer l'encre.
Aujourd’hui de nombreuses formes (animaux, légumes, personnages, membres du corps…) et de nombreuses couleurs sont proposées.
La gomme peut également être présentée sous la forme d’un crayon dans lequel la mine de graphite est remplacée par un cylindre de gomme en caoutchouc.

## Postérité
Le correcteur liquide et le ruban correcteur offrent une alternative à la gomme pour faire disparaître l'encre.
L'ordinateur permet un effaçage sans trace ; mais l'icône de la gomme à effacer sert dans un logiciel graphique pour indiquer la fonction qui rétablit, plus ou moins progressivement, la couleur du fond.